# Dixieland Jug Blowers
Die Dixieland Jug Blowers (auch  Earl McDonald’s Original Louisville Jug Band) war eine US-amerikanische Jug-Band, die ihre größten Erfolge in den 1920er-Jahren hatte.

## Bandgeschichte
Die aus Louisville (Kentucky) stammenden Dixieland Jug Blowers gingen aus der Louisville Jug Band hervor, die Earl McDonald (* um 1883, Jug, Gesang) gegründet hatte und zu der Clifford Hayes (Geige) 1913 stieß. Trotz eines finanziellen Zerwürfnisses 1919 führten die beiden Musiker gemeinsam die Band weiter und gingen auf Tourneen. Weitere Musiker der Band waren Lockwood Lewis (Altsaxophon, Gesang), Cal Smith, Freddy Smith, Curtis Hayes (Banjo) und Henry Clifford (Jug). Im November 1924 begleiteten Clifford Hayes, Curtis Hayes und Earl McDonald die Bluessängerin Sara Martin bei Plattenaufnahmen für Okeh Records;  bei der Session entstanden auch mehrere Instrumentalnummern wie „Jug Band Blues“ und „Blue Devil Blues“.
Die Dixieland Jug Blowers  gehörten zu den ersten Jug-Bands, die Plattenaufnahmen machten, im Mai 1925 noch als Earl McDonalds Dixieland Jug Blowers für Okeh. In Chicago nahm das Ensemble ab Dezember 1926 insgesamt 19 Titel (zumeist Instrumentalnummern) wie „Boodle Am Shake“ (von Jimmy Blythe) und „Skit, Skat, Doodle-Do“ für His Master’s Voice und Victor Records auf; weitere Aufnahmen entstanden  im Juni 1927. Gesangsbeiträge steuerten auf einigen Titeln die Bluessängerin Elizabeth Washington, Lockwood Lewis und eine Vokalgruppe bei. Bei der Dezember-Session wirkte auch der Klarinettist Johnny Dodds mit (u. a. bei „House Rent Rag“ und „Memphis Shake“). Unter dem Namen Louisville Jug Band spielten sie u. a. den Titel She’s in the Graveyard Now ein.
1927 erschien die Schellackplatte „Louisville Stomp“/„Florida Blues“ (Victor 20403); eine weitere 78er,  „Memphis Shake“ erschien als B-Seite von „Doctor Jazz-Stomp“ von Jelly Roll Morton’s Red Hot Peppers (Victor 20415). Es waren die Schallplatten der Dixieland Jug Blowers, die Will Shade zur Gründung der Memphis Jug Band anregten.
Obwohl Jug-Bands zumeist als Bluesbands geführt werden, wurden die Dixieland Jug Blowers von vielen Diskographen wegen ihrer Jazz-orientierten Spielweise als Jazzband eingeordnet.

## Diskographische Hinweise
- Clifford Hayes and The Dixieland Jug Blowers (1976)
- Memphis Jug Band, Dixieland Jug Blowers, Washboard Rhythm Kings – The Jug Bands (RCA)